# Haltiatunturi
Haltiatunturi lub Halti (lap. Háldičohkka) – południowy wierzchołek o wysokości 1328 m n.p.m. góry Ráisduattarháldi (1361 m n.p.m.). Góra leży w Górach Skandynawskich w Laponii w kręgu polarnym. 70 metrów na wschód od południowego wierzchołka przebiega granica norwesko-fińska. W miejscu, w którym stoi kopiec graniczny 303B znajduje się najwyższy punkt Finlandii - 1324 m n.p.m. 
Najwyższym szczytem (ale nie punktem) Finlandii jest Ridnitsohkka, o wysokości 1317 m.